# Аудесхот
Аудесхот (нід. Oudeschoot) — село в нідерландській провінції Фрисландія. Входить до муніципалітету Геренвен.
Його площа становить 3,72км², а населення станом на 2021 рік складало 1 500 осіб.
Перша згадка про населений пункт датується 1299 роком.

## Галерея

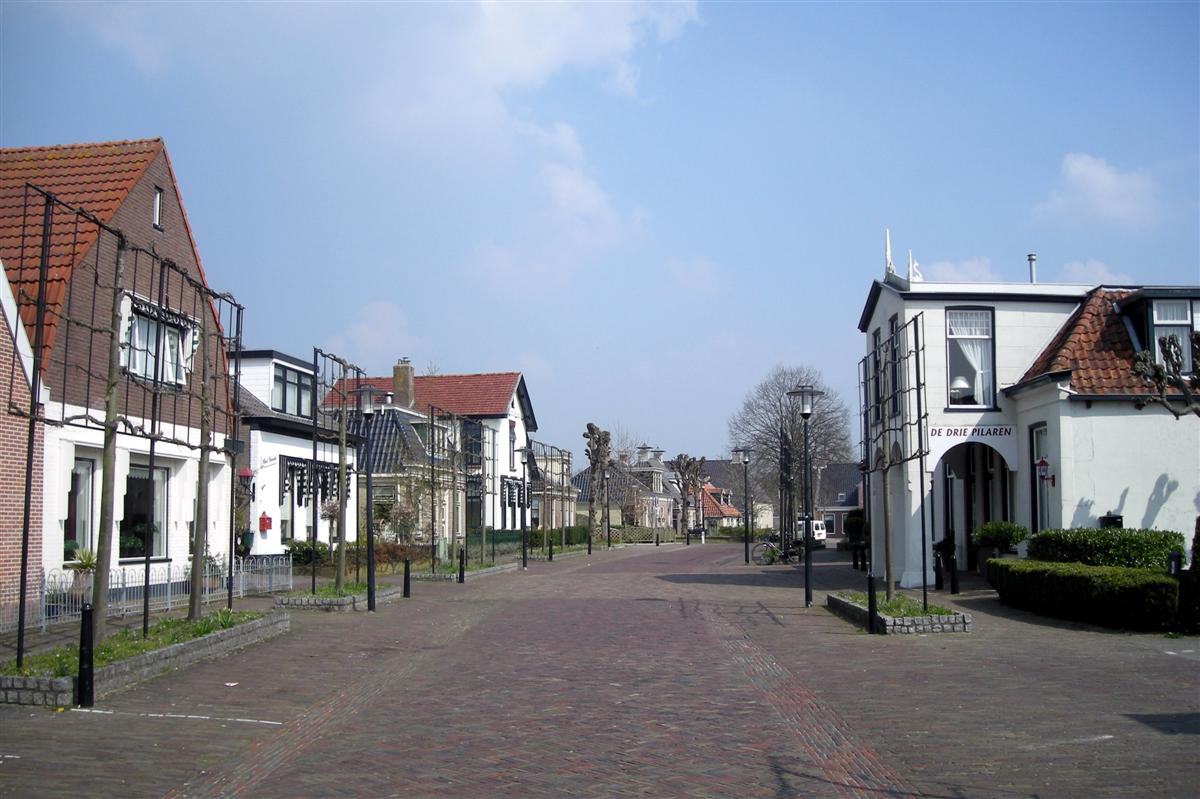
Вулична панорама
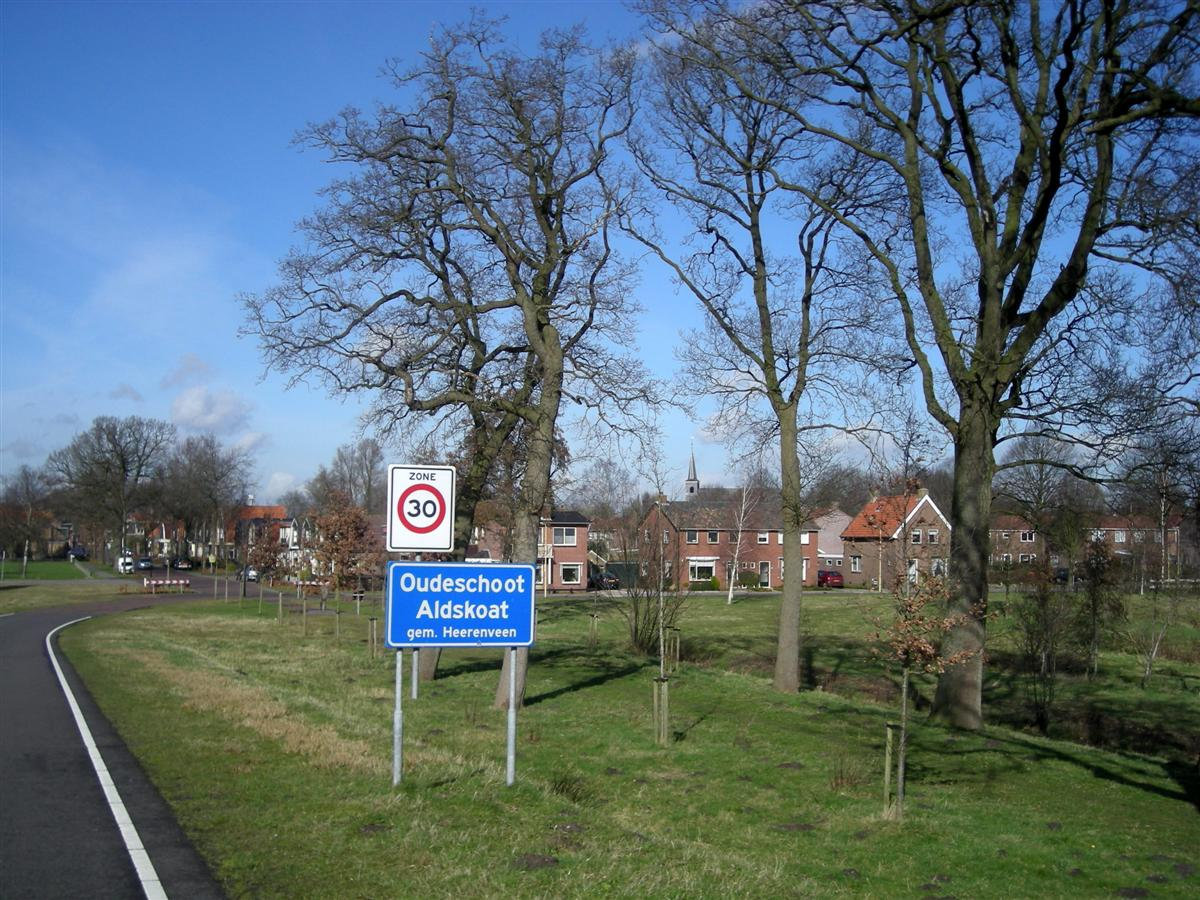
В'їзд до Аудесхота
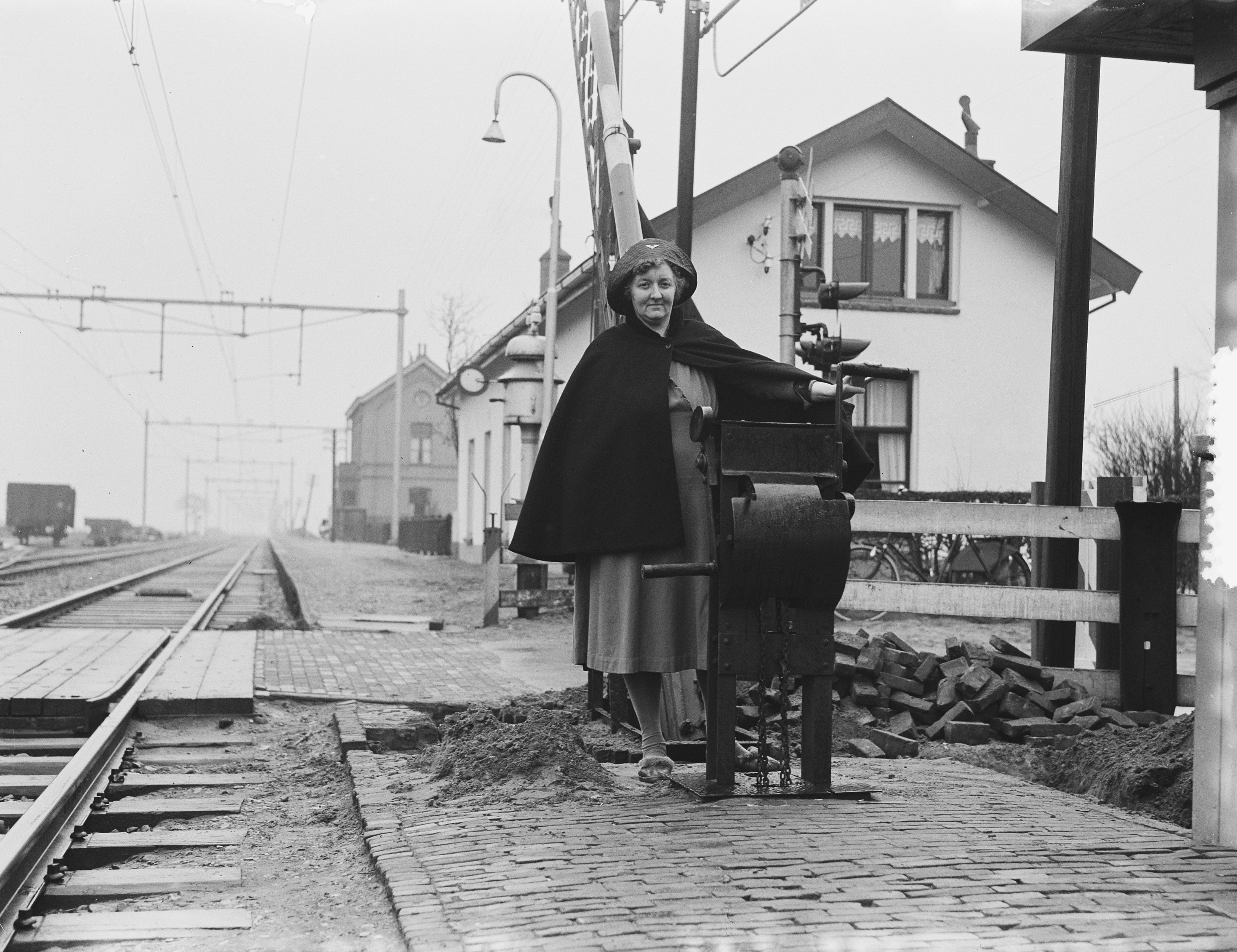
Колишня залізнична станція (1952)